# Castillo de Canterbury
El castillo de Canterbury es un castillo normando en Canterbury, Kent, Inglaterra y uno de los tres castillos originales de Kent (siendo los otros dos el de Rochester y el de Dover).  
Originalmente fue construido por orden de Guillermo el Conquistador en octubre de 1066 tras la toma de la principal calzada romana que unía Dover y Londres, y más tarde reforzado en piedra después de  la Batalla de Hastings entre el 1110 y el 1135.

## Fases

### sigloXI: Construcción en madera
En el 1066, bajo el reinado de Guillermo el Conquistador, se construyó un castillo mota castral de madera en la zona. Su mota (colina artificial defensiva) podría ser el montículo que todavía es visible en los jardines Dane John (que antiguamente pudieron ser un túmulo romano) cercanos al actual castillo de piedra.

### sigloXII: Construcción en piedra
El gran torreón de piedra fue construido durante el reinado de Enrique I de Inglaterra. Esta gran estructura tenía dimensiones de entre 30 y 25 metros en la base, y una altura de por los menos 20 metros. Se construyó con piedra y escombros.
En el siglo XIII el castillo se convirtió en la cárcel del condado. Durante la primera guerra de los Barones, fue rendido a las tropas francesas. En 1380 se construyó una nueva puerta.
El siglo XIX fue comprado por una compañía de gas y se utilizó como centro de almacenamiento durante muchos años, periodo durante el cual fue destruido el último piso.

### Actualidad
El castillo es ahora propiedad de las autoridades locales y es una de las principales atracciones turísticas de Canterbury junto con la Catedral.